# قناة هدى
قناة هدى الفضائية (بالإنجليزية: Huda TV) هي قناة مصرية تأسست عام في 2005، وإنطلقت من القاهرة من مدينة الإنتاج وتبث على عدة أقمار صناعية يشرف على برامجها عدد من المشايخ والعلماء من أعضاء اللجنة الدائمة للبحوث العلمية والإفتاء في السعودية وطلبة العلم وعدد من الإعلاميين البارزين.
تنشر الدعوة الإسلامية في الغرب. وهناك ممن ينطقون الشهادتين عبر الإتصال على القناة والمشاركة في البرامج.
تبث على القمر الصناعي نايل سات والذي يبث في الشرق الأوسط وعلى أجزاء من أفرقيا وآسيا.
و كذلك على قمر (جالكسي 19 والذي يغطي الولايات المتحدة الأمريكية وجنوب كندا. 

قناة هدى أطلقت (قناة هدى البريطانية) وهي قناة تبث على منصة (FREEVIEW)  بنظام IP.TV وتصل إلى 30 مليون بيت في بريطانيا.
وتبث على الأنترنت.

## وصلات خارجية
- الموقع الرسمي